# Stückliste

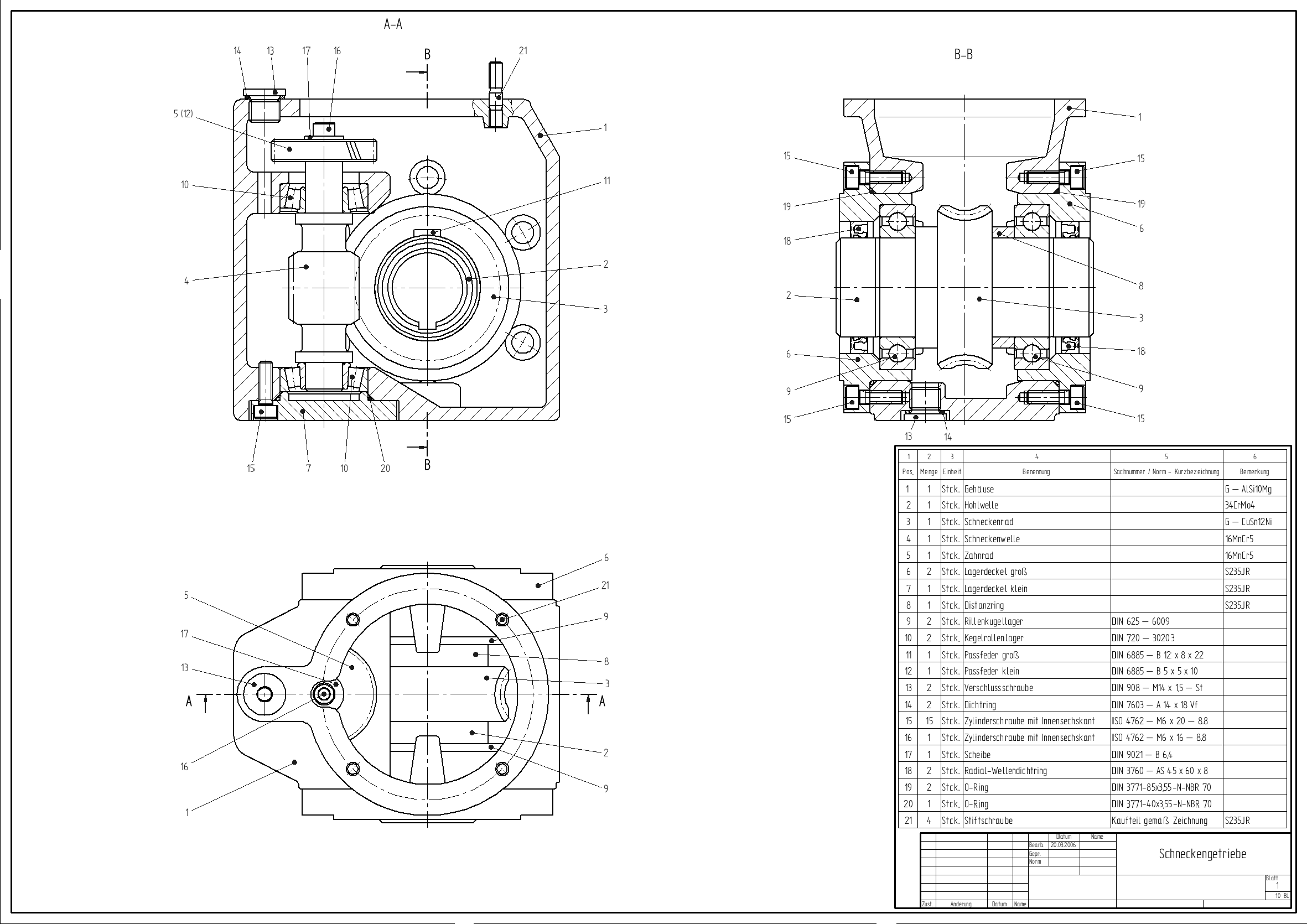
Gruppenzeichnung mit Stückliste eines Schneckengetriebes

Eine Stückliste (englisch: parts list oder bill of materials (BOM)) ist eine strukturierte Anordnung von Objekten (z. B. von Bauteilen) eines umfassenderen Objektes, insbesondere von Erzeugnissen (Produkten) oder Baugruppen bzw. eines Zusammenbaus. Eine Stückliste ordnet die Bauteile eines Produktes nach bestimmten fachspezifischen Kriterien an, wobei die technische Funktion und Geometrie der Teile dabei i. d. R. zweitrangig ist. Die einfachste Anordnung ist eine fortlaufende Liste aller benötigten Bauteilen einer Baugruppe oder eines Produktes. Eine Baukasten-Stückliste ist eine Auflistung nur der Teile oder Baugruppen einer 'übergeordneten' Baugruppe, die direkt in diese Baugruppe einfließen. Eine Montage-Stückliste ordnet alle Teile und Baugruppen entsprechend der Montagefolge an. Bei einer Ersatzteil-Stückliste werden nur die jeweils austauschbaren Teile und Baugruppen aufgeführt, die für die Reparatur benötigt werden bzw. ersetzt werden müssen.
Stücklisteninformationen gehören zu den wichtigsten Datenstrukturen eines Fertigungsunternehmens, denn sie dokumentieren, aus welchen Bauteilen ein bestimmtes Produkt besteht, was insbesondere für die Qualitätskontrolle und Produkthaftung erforderlich ist. Sie werden insbesondere für die Fertigungssteuerung und Teilebeschaffung benötigt, damit die richtigen Teile verbaut werden und das richtige Material für die zu fertigenden Produkte gekauft, gelagert und bereitgestellt werden kann (siehe Bedarfsermittlung, MRP II, ERP-Systeme). In der Prozesskostenrechnung und anderen Planungs- und Steuerungssystemen werden Stücklisten auch zur retrograden Ist-Verbrauchsermittlung eingesetzt. Mittels Stückliste kann auch die Vollständigkeit eines in Einzelteilen gelieferten Produktes, einer Anlage oder eines ganzen Systems überprüft werden.

## Stücklistenverwendung und Stücklistensichten
Stücklisten lassen sich nach ihrem Anwendungszweck bzw. Einsatzgebiet unterscheiden, z. B. Entwicklungsstücklisten, Fertigungs-, Beschaffungs- oder Ersatzteilstücklisten. Eine solche Anwendungsstückliste enthält dann nur die Bauteile und Informationen, die für den jeweiligen Anwendungszweck erforderlich sind; so sind bspw. in einer Ersatzteilstückliste nur die Bauteile gespeichert, die auch als Ersatzteil bestellt werden können. Wenn es für jeden Anwendungszweck in einem Unternehmen eine separate Stückliste gibt, hat dies zur Folge, dass die produktbezogenen Stücklistendaten mehrfach gespeichert werden und Inkonsistenzen zwischen den Anwendungsstücklisten vorhanden sind. Dies kann im schlimmsten Fall zu technischen Problemen oder Fehlern im Prozess führen, die sich auf die Produktsicherheit (s. Produktsicherheitsgesetz (Deutschland)) und damit auch auf die Produkthaftung auswirken können. Zudem führt dies zu zeitlichen Verzögerungen, zu erhöhten administrativen Aufwendungen und zu finanziellen Problemen in der kaufmännischen Abwicklung. Deshalb arbeiten insbesondere große Unternehmen und Konzerne, die komplexe Produkte herstellen, an integrierten Stücklisten und durchgängigen Stücklistenprozessen, die von allen Fachbereichen und Anwendern, trotz unterschiedlicher Aufgaben und Sichten, gemeinsam genutzt werden können.
Im Mittelpunkt einer integrierten Stückliste für verschiedene Anwendungen und Anwender steht eine einheitliche Produktstruktur mit gemeinsamen produktbezogenen Daten, die um anwenderspezifische Daten ergänzt werden. Zu den gemeinsamen produktbezogenen Daten gehören die Teilenummer, die Teilebenennung, die Mengeneinheit und jeweils benötigte Anzahl bzw. Menge sowie die hierarchische Ordnung der Bauteile zueinander. Auf diese einheitliche Produktstruktur greifen alle Anwender aus den verschiedenen Fachbereichen eines Unternehmens zu (Produktion, Beschaffung, Logistik, Vertrieb, Finanzen,…), während auf die anwendungsspezifischen Daten nur die jeweiligen Fachbereiche zugreifen können. Aus Gründen der Sicherheit und Übersichtlichkeit haben die Fachbereiche dabei jeweils unterschiedliche Zugriffsrechte und eine anwendungsspezifische Sicht auf die Stücklistendaten.
Stücklisten können nach verschiedenen Kriterien produkt- und/oder anwendungsbezogen ausgewertet und sortiert werden. Dies ist vor allem bei Variantenstücklisten erforderlich, um nur die jeweils benötigten Informationen für einzelne Produktvariante zu erhalten.
Stücklisten werden insbesondere für die deterministische Bedarfsermittlung, den Einkauf und die Disposition (Wirtschaft) von Teilen, die Arbeitsplanung und -vorbereitung und für die Erstellung von Arbeitsanweisungen sowie für die betriebswirtschaftliche Kalkulation und finanzielle Abrechnung benötigt. Im Bereich des Kundendienstes ist die Stückliste für die Wartung und Reparatur von Produkten und Anlagen eine erforderliche Arbeitsunterlage und Grundlage für die Erstellung eines Ersatzteil-Katalogs.

## Abgrenzung und Überschneidungen
Stücklisten unterscheiden sich von Rezepturen insofern, als sie sich auf diskrete Endprodukte beziehen, meist geben sie an, welches Material benötigt wird, um 1 Stück des Endproduktes (zum Beispiel 1 Telefon) herzustellen. Rezepturen beziehen sich dagegen meist auf eine bestimmte Menge des Endproduktes (zum Beispiel 1 kg Kuchen). In Gießereien spricht man von Gattierungslisten, die sich auf die Materialzusammenstellung für eine Schmelze beziehen. In der holzverarbeitenden Industrie spricht man von Holzlisten, von Materiallisten in der Bauindustrie. Im Bereich des CKD gibt es für den Transport auch eigene Verpackungs-Stücklisten.
Zunehmend ist auch im deutschen Sprachgebrauch der Begriff BOM (bill of materials) anzutreffen. Die engere Übersetzung für Stückliste ist allerdings parts list. BOM bezieht sich ganz allgemein auf materialbeschreibende Listen, es kann also beispielsweise auch eine Bestellanforderung damit gemeint sein.
Im Gegensatz zur Stückliste, die von fertiggestellten Teilen ausgeht, beschreibt ein Arbeitsplan den Produktionsablauf in Bezug auf die einzelnen Arbeitsschritte und Ablaufabschnitte zur Fertigstellung des Teiles mit den entsprechenden Vorgabezeiten (Rüstzeit, Ausführungszeit usw.). Durch entsprechende Zuordnungen können Stücklisten und Arbeitspläne miteinander verbunden werden. Eine Stücklistenposition wird dabei einer bestimmten Arbeitsplanposition zugeordnet; bei Teilevarianten, die gleich verbaut werden, können auch mehrere Stücklistenposition einer Arbeitsplanposition zugeordnet werden.

## Verwendungsnachweis
Eine Stückliste zerlegt ein Produkt analytisch ('von oben nach unten') in seine Bestandteile; sie beginnt mit der obersten Stufe, dem Produkt selber, und endet auf der untersten Stufe mit den Einzelteilen, Rohteilen, Materialien, Flüssigkeiten usw. Die Umkehrung dieser Sichtweise wird als Verwendungsnachweis bezeichnet, daher gibt es zu jeder Stückliste immer auch einen entsprechenden Verwendungsnachweis, bei dem sich das Produkt aus den jeweiligen Bauteilen synthetisch ('von unten nach oben') zusammensetzen lässt.

## Stücklistenaufbau bzw. Stücklisten-Typen
In der Literatur werden meist die Grundtypen der Mengenübersichtsstückliste, der Strukturstückliste, der Baukastenstückliste, der Varianten-Stückliste sowie der Komplex-Stückliste unterschieden. Die Unterscheidung bezieht sich vorwiegend auf die konkrete Darstellung am Bildschirm oder in einem Ausdruck. EDV-Systeme speichern in der Regel Stücklisteninformationen in Form der Baukastenstückliste, da sich daraus alle anderen benötigten Typen durch vertikale Stücklistenauflösung generieren lassen und der Pflegeaufwand am geringsten ist. Bei komplexen Produkten, die in Fließfertigung hergestellt werden (z. B. Automobilindustrie) findet man häufig auch die Strukturstückliste, aus der sich auch Baukasten-Stücklisten und Verwendungsnachweise generieren lassen.
Betrachtet man eine konkrete Produktstruktur in Form einer Baumstruktur:
|         |         |         |         | P       |         |         |         |         |         |        |        |         |         |         |         |         |         |  |  |         |         |         |         |         |         |  |  |  |  |  |  |  |  |  |  |  |  |
|         |         |         |         |         |         |         |         |         |         |        |        |         |         |         |         |         |         |  |  |         |         |         |         |         |         |  |  |  |  |  |  |  |  |  |  |  |  |
|         |         |         |         |         |         |         |         |         |         |        |        |         |         |         |         |         |         |  |  |         |         |         |         |         |         |  |  |  |  |  |  |  |  |  |  |  |  |
| E1 (1x) | E1 (1x) | E1 (1x) | E1 (1x) | E1 (1x) | E1 (1x) |         |         | B (1x)  | B (1x)  | B (1x) | B (1x) | B (1x)  | B (1x)  |         |         |         |         |  |  |         |         |         |         |         |         |  |  |  |  |  |  |  |  |  |  |  |  |
| E1 (1x) | E1 (1x) | E1 (1x) | E1 (1x) | E1 (1x) | E1 (1x) |         |         | B (1x)  | B (1x)  | B (1x) | B (1x) | B (1x)  | B (1x)  |         |         |         |         |  |  |         |         |         |         |         |         |  |  |  |  |  |  |  |  |  |  |  |  |
|         |         |         |         |         |         |         |         |         |         |        |        |         |         |         |         |         |         |  |  |         |         |         |         |         |         |  |  |  |  |  |  |  |  |  |  |  |  |
|         |         |         |         | E1 (1x) | E1 (1x) | E1 (1x) | E1 (1x) | E1 (1x) | E1 (1x) |        |        | E2 (1x) | E2 (1x) | E2 (1x) | E2 (1x) | E2 (1x) | E2 (1x) |  |  | E3 (2x) | E3 (2x) | E3 (2x) | E3 (2x) | E3 (2x) | E3 (2x) |  |  |  |  |  |  |  |  |  |  |  |  |

mit P: Produkt, B: Baugruppe, E1, E2 und E3 Einzelteile
so stellen sich die einzelnen Darstellungsformen wie folgt dar:

### Mengenübersichtsstückliste
Die Mengenübersichtsstückliste (englisch: „quantity synopsis parts list“) listet undifferenziert als aufgelöste Stückliste die für das Produkt benötigten Mengen direkt auf (die Aufführung von Baugruppen in der Mengenübersichtsstückliste wird nicht empfohlen). Beispiel der Stückliste für das Erzeugnis P:
| Teile-Nr. | Bezeichnung | Anzahl |
| --------- | ----------- | ------ |
| 14329     | B           | 1      |
| 14245     | E1          | 2      |
| 14246     | E2          | 1      |
| 14248     | E3          | 2      |

Durch Multiplikation der benötigten Mengen mit der zu fertigenden Menge des Produktes ergibt sich die sogenannte Auftragsstückliste.

### Strukturstückliste
Eine Strukturstückliste (englisch: „structural parts list“ oder „indented BOM“) beinhaltet alle Baugruppen, Einzelteile und Rohstoffe eines Erzeugnisses und zeigt die Zusammensetzung eines Erzeugnisses über alle Fertigungsstufen in tabellarischer Form. Sie entspricht in ihrem Informationsgehalt der Erzeugnisstruktur. Die Mengenangaben beziehen sich, je nach Vereinbarung, auf das Gesamtprodukt oder jeweils auf eine Mengeneinheit des übergeordneten Teils, erklärt am Beispiel für das Erzeugnis P:
| Teile-Nr. | Stufe 1 | Stufe 2 | Anzahl |
| --------- | ------- | ------- | ------ |
| 14245     | E1      |         | 1      |
| 14329     | B       |         | 1      |
| 14245     |         | E1      | 1      |
| 14246     |         | E2      | 1      |
| 14248     |         | E3      | 2      |

### Baukastenstückliste
Baukastenstücklisten (englisch: „unit list“ oder 'single-level BOM') zeichnen sich dadurch aus, dass jeweils nur eine Ebene der Produktstruktur betrachtet wird: Baugruppen erhalten eigene Stücklisten, die in den Stücklisten der übergeordneten Gruppen verwendet werden, wiederum erklärt am Beispiel für das Erzeugnis P:
Erzeugnis P
| Teile-Nr. | Bezeichnung | Anzahl |
| --------- | ----------- | ------ |
| 14245     | E1          | 1      |
| 14329     | B           | 1      |

Baugruppe B
| Teile-Nr. | Bezeichnung | Anzahl |
| --------- | ----------- | ------ |
| 14245     | E1          | 1      |
| 14246     | E2          | 1      |
| 14248     | E3          | 2      |

### Variantenstückliste
In einer Variantenstückliste (englisch: „variant parts list“ oder „modular BOM“) werden nach DIN 199-1:2002-03 mehrere Stücklisten auf einem Vordruck zusammengefasst, um verschiedene Gegenstände mit einem zumeist hohen Anteil identischer Bestandteile gemeinsam aufführen zu können (→ Variante (Produkt)). In einem elektronischen Stücklistensystem werden die unterschiedlichen Produktvarianten zusammen mit den verschiedenen Varianten der Teile und Baugruppen gespeichert. Jede Produktvariante wird durch ein oder mehrere Attribute unterschieden; diese jeweils zutreffenden Attribute werden dann bei den entsprechenden Teile- und Baugruppenvarianten gespeichert, so dass eine korrekte Zuordnung zu der (den) Produktvariante(n) möglich ist.
Es gibt unterschiedliche Arten von Varianten-Stücklisten, z. B.:
- Grundausführungs- und Plus-/Minus-Stückliste
- Gleichteile- und Variantenteile-Stückliste
- Komplex-Stückliste

### Komplex-Stückliste
Die Komplex-Stückliste (eng. 'configurable BOM' oder 'Super-BOM'), die auch 'Auswahl-Stückliste', 'Maximal-Stückliste' oder 'konfigurierbare Stückliste' genannt wird, ist eine Form der Variantenstückliste, in der alle Varianten eines Erzeugnisses oder einer Baugruppe gemeinsam abgebildet werden. Um die Varianten voneinander unterscheiden und um die Teile und Baugruppen einer einzelnen, spezifischen Erzeugnisvariante zuordnen zu können, müssen diese mit produktbezogenen Attributen versehen werden. Diese Attribute sind Merkmale, die das Produkt genauer beschreiben. Eine besonders effektive Art der Attributierung ist die Angabe eines algebraischen Ausdrucks, der sich auf eine Menge bzw. Untermenge der Produktvarianten bezieht. Dies setzt eine algebraische Produktdefinition (Produktverschlüsselung) mit Hilfe von Merkmalen voraus. Je nachdem um welches Produkt es sich handelt, können Merkmale die Ausstattungen, Funktionen, Farben, Materialien oder auch geometrische, physikalische oder chemische Eigenschaften eines Produktes betreffen. Die Merkmale können untereinander entweder nur eine lose Beziehung haben oder eine Struktur in Form eines algebraischen Verbandes bilden. Diese Art der Produktdefinition findet man hauptsächlich in Industriezweigen, die komplexe und variantenreiche Erzeugnisse herstellen. So werden in der Automobilindustrie die Fahrzeuge durch eine Vielzahl von Merkmalen (Ausstattungen) beschrieben, die mit Hilfe von Produktkonfiguratoren ausgewählt werden können. Dementsprechend sind bei vielen Fahrzeugherstellern algebraische Komplex-Stücklisten im Einsatz. Abhängig von der konkreten Form der Produktdefinition unterscheiden sich diese dann in der Art der Attributierung (→ Variantenmanagement).
| Position | Teile-Nr. | Bezeichnung | Anzahl     | Anzahl     | Anzahl     |
| Position | Teile-Nr. | Bezeichnung | Variante 1 | Variante 2 | Variante 3 |
| -------- | --------- | ----------- | ---------- | ---------- | ---------- |
| 1        | 14245     | E1          | 1          | 1          | 1          |
| 2        | 14246     | E2          | 1          | -          | 1          |
| 3        | 14247     | E4          | -          | 1          | -          |
| 4        | 14248     | E3          | 2          | -          | 1          |
| 5        | 14249     | E5          | -          | -          | 1          |

Beispiel einer Komplexstückliste der „Baugruppe B“ (Variante 1, s. Baukastenstückliste) und zwei weiteren Varianten derselben Baugruppe.

### Dispositionsstückliste
Die Dispositionsstückliste gibt Auskunft über die Dispositionsreihenfolge. Die Teile werden auf unterster Verwendung zusammengefasst und können gleichzeitig disponiert werden. Eine Überführung von Struktur- in Dispositionsstücklisten ist möglich.

### Mehrfachstückliste
Wenn sich die Zusammensetzung eines Materials losgrößenabhängig ändern kann, d. h. ab einer bestimmten Losgröße verändern sich die Mengen einer oder mehrerer Materialien bzw. es kommen neue Komponenten hinzu, dann wird diese Materialstückliste in eine Mehrfachstückliste umgewandelt. Es werden somit Alternativen zur ursprünglichen Stückliste gebildet. Diese werden auch als Variantenstücklisten bezeichnet.

## Überführung von Stücklistenstrukturen
Aus einer Baukastenstückliste kann eine Strukturstückliste oder ein Gozintograph generiert werden. Ebenso können aus einer Strukturstückliste wiederum Baukasten-Stücklisten generiert werden; im letzten Fall ist aber nicht immer sichergestellt, dass die generierten Baukasten-Stücklisten eindeutig sind, wenn die Baukästen an unterschiedlichen Stellen im Produkt vorkommen. Solche Überführungen sind bei der Mengenstückliste nicht möglich, da dort Zwischenstrukturen wie Baugruppen ausgeblendet sind. Die Mengenstückliste kann hingegen leicht in einen entsprechenden Teileverwendungsnachweis überführt werden, der oft für eine einfache Materialbedarfsplanung ausreichend ist.